# Scuola cartografica livornese
La Scuola cartografica livornese, altresì conosciuta come Scuola livornese di cartografia nautica è stata un'officina cartografica operante a Livorno nel XVI e XVII secolo.

## Origine e storia
Nel 1592 il granduca di Toscana Ferdinando I de' Medici decise di aprire un'officina cartografica a Livorno per sviluppare ricerche nel campo della cartografia nautica.
Il suo obiettivo era quello di offrire solidi punti di riferimento alla navigazione dell'Ordine di Santo Stefano papa e martire, impegnato nel campo della lotta contro la pirateria saracena. 
La necessità di un'ampia documentazione cartografica era dettata anche da interessi di natura contingente, come quello legato alla Spedizione Thornton che rappresentò l'unico tentativo italiano di colonizzazione delle Americhe (1608).
Da Messina giunse il noto cartografo Giovanni Oliva che fu, insieme a Robert Dudley e Giovanni Battista Cavallini, l'esponente di maggior lustro della cosiddetta scuola cartografica livornese, che produsse mappe nautiche ed atlanti marittimi di grande pregio.
Personaggio di spicco fu comunque l'inglese Robert Dudley, conte di Warwick che nel 1646 diede alla luce il primo Atlante marittimo della storia, producendo per primo in Italia mappe nautiche a proiezione mercatoriana.
La scuola cartografica livornese sancì pertanto il declino di quella Meridionale, capitanata dalle città di Messina e di Napoli, specializzate nella realizzazione di portolani.